# Ruslan Karimov
Ruslan Karimov (nascido em 22 de maio de 1986) é um ciclista uzbeque, integrante da equipe de ciclismo RTS–Monton Racing e campeão nacional.